# Янтарный городской округ
Янта́рный городско́й о́круг — муниципальное образование (городской округ) в составе Калининградской области, образованное в границах административно-территориальной единицы посёлок городского типа областного значения Янта́рный.
Административный центр округа — посёлок городского типа Янтарный.

## География
Площадь поселения 1550 га, включая 202 га лесного фонда, 128 га сельскохозяйственных угодий и 90 га водоемов.
Муниципальное образование Янтарный городской округ расположено на самом западе Калининградской области.
Янтарный городской округ граничит на севере с Зеленоградским муниципальным округом и Светлогорским городским округом, на востоке и юге с Зеленоградским муниципальным округом, на западе омывается водами Балтийского моря.
Отличительная особенность Янтарного городской округа от других муниципальных образований: его расположение вдоль берега Балтийского моря с незамерзающим побережьем, зарослями облепихи, широкими песчаными пляжами.

## История
Современный Янтарный городской округ полностью расположен на части территории одной из исторических областей древней Пруссии - Самбии.
25 июня 1998 года постановлением Калининградской областной думы № 46 образовано муниципальное образование посёлок Янтарный в результате выделения из состава территорий, подчинённых администрации города Светлогорска.
Согласно Закону «Об административно-территориальном устройстве Калининградской области», границы посёлка городского типа областного значения Янтарного в границах муниципального образования Янтарный городской округ утверждены Законом Калининградской области от 05 декабря 2008 года № 303 «Об изменении границ муниципальных образований».
7 июня 2004 года на основании закона Калининградской области № 402 муниципальное образование «Посёлок Янтарный» наделено статусом городского округа (с 10 июля 2010 года — Янтарный городской округ).
Датой образования посёлка с названием Пальмникен определен 1654 год, численность населения до 1939 года составляла около 1800 человек.
Основными промышленными объектами производства до 1939 года являлись добыча и обработка  янтаря шахтным способом. Работал кирпичный завод, рыбный порт, янтарная фабрика, пивоваренный цех, пекарня, колбасный цех, цех по производству сыра. Было развито гостиничное хозяйство.
Сельское хозяйство было представлено небольшими фермерскими хозяйствами. Выпускалась своя газета.
После 1945 года была начата разработка и добыча янтаря карьерным способом. Развивалось ювелирное производство, в том числе изделий из янтаря в серебре и золоте.
Важнейшим (градообразующим) промышленным объектом в поселке с момента его создания в 1946 году является АО «Калининградский янтарный комбинат».
25 июля 1947 года в соответствии с указом Президиума Верховного Совета РСФСР  «Об административно-территориальном устройстве Калининградской области», поселок Пальмникен был переименован в поселок Янтарный.    
В соответствии с распоряжением Правительства Российской Федерации от 08.08.2019 № 1762-р Янтарный городской округ включен в перечень монопрофильных муниципальных образований Российской Федерации (моногородов), в котором градообразующим предприятием является АО «Калининградский янтарный комбинат».

## Население
| 2002  | 2010  | 2011  | 2012  | 2013  | 2014  | 2015  | 2016  | 2017  |
| ----- | ----- | ----- | ----- | ----- | ----- | ----- | ----- | ----- |
| 6211  | ↗6410 | ↗6420 | ↗6484 | ↗6489 | ↘6464 | ↗6498 | ↘6477 | ↘6438 |
| 2018  | 2019  | 2020  | 2021  | 2023  | 2024  |       |       |       |
| ↗6491 | ↘6475 | ↗6493 | ↗7294 | ↘7237 | ↘7206 |       |       |       |

Национальный состав
По итогам переписи населения 2020 года проживали следующие национальности (национальности менее 0,1 % и другое, см. в сноске к строке «Другие»):
| Национальность | Численность, чел. | Доля     |
| -------------- | ----------------- | -------- |
| Русские        | 6876              | 94,27 %  |
| Украинцы       | 65                | 0,89 %   |
| Белорусы       | 54                | 0,74 %   |
| Узбеки         | 17                | 0,23 %   |
| Литовцы        | 17                | 0,23 %   |
| Татары         | 14                | 0,19 %   |
| Немцы          | 11                | 0,15 %   |
| Казахи         | 8                 | 0,11 %   |
| Другие         | 232               | 3,19 %   |
| Итого          | 7294              | 100,00 % |

## Состав городского округа
| № | Населённый пункт | Тип населённого пункта      | Население |
| - | ---------------- | --------------------------- | --------- |
| 1 | Покровское       | посёлок                     | ↗579      |
| 2 | Синявино         | посёлок                     | ↗307      |
| 3 | Янтарный         | пгт, административный центр | ↘6571     |

## Экономика
На территории муниципального образования расположен АО «Калининградский янтарный комбинат», который ведёт промышленную добычу янтаря, производит изделия из янтаря, оказывает экскурсионные услуги на объектах промышленного туризма.
Фактическая численность комбината по состоянию на 01.01.2022 года 1004 человека, рост к прошлому году -на 20%. Среднемесячная заработная плата за 12 месяцев 2021 год составила 63 376 рублей и к аналогичному периоду 2020 года увеличилась на 2,2%. Добыча янтаря составила 575,7 тонн.
Отгружено товаров собственного производства, выполнено работ (услуг) собственными силами по видам экономической деятельности в фактических ценах за 2021 год:
—  добыча полезных ископаемых (янтарь) 3 355,5 млн. руб., рост к 2020 году на 21,2%;
—  обработка янтаря и производство изделий из янтаря, производство ювелирных изделий, производство бижутерии 304,8 млн. руб., рост к 2020 году на 28,8%;
—  прочие виды 118,2 млн. руб., рост к 2020 году на 150,5%.
Степень загрузки производственных мощностей на градообразующем предприятии - 90%.
Объём инвестиций в 2021 году составил 612,7 млн. руб., рост к 2020 году на 168%.
В 2021 году АО «Калининградский янтарный комбинат» в рамках утвержденной стратегии развития комбината продолжает крупномасштабное техническое перевооружение с целью оптимизации затрат и реализации полного цикла добыча-переработка-продажа готовых изделий из янтаря.
В рамках стратегии развития АО «Калининградский янтарный комбинат»:
-  осуществил запуск полностью обновленного цеха по производству янтарных и ювелирных изделий, были открыты новые производственные участки (участок ЧПУ, участок 3D моделирования, участок изготовления сувенирной продукции, отделение изготовления картин из янтаря);
-  продолжает закупать новую современную технику;
-  осуществляет возведение нового мобильного узла извлечения янтаря, оснащенного современным оборудованием;
В 2021 году было отремонтировано 14 зданий и 142 помещения, асфальтировано 10,3 тыс.кв. м дорог на территории комбината.
Учитывая современное состояние отрасли по добыче янтаря, в качестве приоритетных могут быть названы следующие задачи: техническое перевооружение, кадровое обеспечение ювелирного производства, повышение рентабельности переработки янтаря за счет использования новых технологий, рост объёмов реализации продукции на внешнем и внутреннем рынках, сокращение доли нелегального оборота и добычи янтаря.
Обрабатывающая промышленность представлена предприятиями:
— янтарной промышленностью. Крупные предприятия: АО  «Калининградский янтарный комбинат», а также представлена рядом мелких производителей ювелирных изделий из янтаря: ООО «Янтарный дом», ООО «КТК», ООО «Янтарная лагуна», ООО «Балтийская лазурь», ООО «Янтарь про», ИП Кучерова Л.П., ИП Баннов М.А. с численностью работающих от 10 до 50 человек;
— мебельное производство: группа компаний мебельной фабрики  «Верона» (ООО «Сигмасервис», ООО «Нико-проф», компания «Базис Центр»);
— по производству изделий из бетона для использования в строительстве (ООО «Янтарьстройбетон», ООО «Янтарьстройбетон плюс»);
— строительство: осуществляют свою деятельность организации по строительству домов (ООО «Амбер Хаус», ООО «Специализированный застройщик «Эталон Вест», ООО «Миранда-строй инвест»).
Наибольший удельный вес в обрабатывающей промышленности определяется предприятиями по обработке и производству изделий из янтаря; удельный вес производителей мебели и производителей товарного бетона  невысок.
Вклад основного предприятия АО «Калининградский янтарный комбинат» в доходную часть муниципального бюджета в процентах к общему объему собственных доходов составляет 30,9%..